# Franck Marchal
Pour les articles homonymes, voir Marchal.
Franck Marchal est un compositeur, réalisateur audio et producteur français, né le 10 octobre 1968 à Nantes.

## Biographie
Après des études musicales à Nantes, il arrive à Paris dans les années 1990. Tout d'abord musicien de studio, il compose ses premières musiques de film entre 1994 et 1995. Parallèlement, il crée avec Olivier Bastardie le Paris Jazz Festival, grand rendez-vous français de jazz, où l'on retrouve des artistes tels que Brad Mehldau, Didier Lockwood, Trilok Gurtu, Lionel Belmondo, Anne Ducros, David Linx, Richard Bona ou encore Stefano Di Battista. 
C'est à cette époque qu'il fonde le Comptoir du Son et des Images.
Durant l'année 1996, il produit et réalise des clips et des captations avec Gérard Maximin, ainsi qu'un album de musiques cubaines où les têtes d'affiches ne sont autres que Compay Segundo, Klimax et NG La Banda ; 3 ans avant la sortie du Buena Vista Social Club de Wim Wenders. S'ensuivent une série de concerts multiscéniques, dont Eurolive en 1997 au Zenith de Paris où l'on découvre les groupes Radio Tarifa, Ultra Orange, Von Magnet...
Durant l'hiver 1998, il développe avec Olivier Bastardie le concept "Autres Musiques" au Pavillon de Bercy, concerts technologiques où se produisent des artistes tels que Martin Saint-Pierre, Didier Malherbe, Steve Shehan et beaucoup d'autres du label "Tangram".
En 2001, il crée le collectif "Colors from Paris" avec Marc Minelli, AC tone, Elie Chemali, Anath, Levallois... Puis il part à Cuba avec Jérôme Savary pour produire l'album live Chano Pozo au théâtre America de la Havane, dont les têtes d'affiche sont Anga Diaz et Allen Hoist. Les sessions additionnelles seront enregistrées dans le mythique Studio Egrem, rendu célèbre par le film de Wenders. Arte diffusera  le film de cette aventure en décembre 2002 
Le single Let's all chant sort chez BMG avec le groupe Seventy Three durant l'été 2003. Cette même année Franck Marchal réalise le sound-design de L'Homme sans tête de Juan Solanas (César du meilleur court métrage 2004). 
Il crée également l'univers sonore de la série Pat et Stanley réalisée par Pierre Coffin qui sera diffusée pendant quatre saisons sur TF1.
Puis, entre 2003 et 2007, il réalise une quarantaine de bandes son pour Quad Productions dont Kellogg's avec David François Moreau.
TF1 et Mac Guff ligne lui commandent le score du téléfilm d'animation Le trésor de Pit et Mortimer, réalisé par Pierre Coffin.
En 2007 et 2008, il produit plusieurs singles dont Mister Dynamite avec le groupe DDC's chez EMI. C'est pour la musique du film Un Rocher pour l'Eternité à l'Exposition Universelle de Shanghaï, qu'il enregistre avec l'Orchestre philharmonique de Monte-Carlo, sous la direction de Yakov Kreizberg.
Il signe la bande son de la série Kaeloo, produite par Canal+ (réalisée par Rémi Chapotot) et compose également le score de SEAREX 3Dde Pascal Vuong .
En 2012, Franck Marchal compose la musique de la série Tony et Alberto pour Tabb (diffusion M6). Il s'ensuit la deuxième saison de Kaeloo, puis il produit la bande son de Perrier Secret Place qui remporte 1 Lion d'or et 3 de bronze au Festival international de la publicité de Cannes. Il compose et produit également en 2013 la bande son de la nouvelle campagne internationale pour Prince de LU, le Vol du Dragon.
Il part enregistrer à Londres début 2014, le score de D-Day, Normandie 1944, documentaire IMAX de Pascal Vuong avec le London Symphony Orchestra, diffusé dans plus de 120 salles "grand format" à travers le monde, puis il enregistre la version française avec François Cluzet (en diffusion à la Géode de Paris) .
Début 2015, il reprend le Paris Jazz Festival, aux côtés de Pierrette Devineau et de Sebastian Danchin.
En 2016, il réalise la bande son de L'Extraordinaire Voyage, attraction du Futuroscope et il est choisi avec le chef d'orchestre Paul Rouger, pour composer l'hymne officiel du Top 14 et de la pro D2 (Championnat de France de rugby à XV). Il compose aussi la musique de la troisième saison de la série Les P'tits Diables, diffusée sur Canal+ et M6.
Parallèlement, il fonde le Belle-île en Jazz Festival, qui se déroule sur tout le territoire Belle-îlois, chaque année au mois d'Août.
Fin 2016 il produit et réalise de nombreuses bandes son, dont celle du documentaire Lascaux IV, un défi technologique.
En 2017, Franck Marchal collabore de nouveau avec Pascal Vuong et signe la musique de son film sur l'aventure Solar Impulse, qu'il enregistre aux Studios Ferber.
Il compose avec Rémi Chapotot la musique d'une troisième saison de Kaeloo pour Canal+ et produit l'intégralité du son de la série, avec Ary Carpman et Alex Poirier.
Puis il ouvre un nouveau studio dans le 17ème arrondissement de Paris.
Parallèlement, il collabore avec Jules Naudet et Gédéon Naudet à la bande son de la série 13 novembre : Fluctuat Nec Mergitur, diffusée sur Netflix.
En Septembre 2018, il fonde le label SuperCali, où l'on retrouve des artistes tels que David-François Moreau, Bruno Bongarçon, Paul Rouger, Napkey, Neon Strikes, Grenadier Voltigeur, Thomas Gulbaek, Tristan Bres, Sweet George...
En 2019, il signe la musique d'une quatrième saison de Kaeloo produite par Cube Creative et diffusée sur Canal+.
Entre fin 2019 et fin 2020, il compose la musique d'une dizaine de documentaires produits par l'INA, dont Vestiges de Guerre" (série diffusée sur RMC Découverte), Pierrefonds, la résurrection d'un château ou encore Chinon, la forteresse aux trois châteaux réalisé par Benoît Poisson.
En 2021 Franck Marchal compose avec David François Moreau, la musique de la série d'animation Pfffirates réalisée par Arnaud Bouron; (première diffusion TF1 début 2022). En parallèle, il achève la composition (débutée deux ans plus tôt), de la série Tangranimo réalisée par Rémi Chapotot et Tristan Michel; (première diffusion France Télévision début 2022).
En 2023, il compose la musique d'une cinquième saison de Kaeloo et continue d'écrire de la musique pour les films "grands formats", le documentaire, l'animation et réalise des podcasts dont Echoes of Valhalla, pour le jeu Assassin's Creed Valhalla.
Il est depuis 2021 membre du groupe Electro "BATZ" avec Sébastien Moreau. "BATZ" a invité la chanteuse Charlotte Savary sur son premier album "Red Gold Rush", sorti le 27 Octobre 2023.

## Filmographie partielle

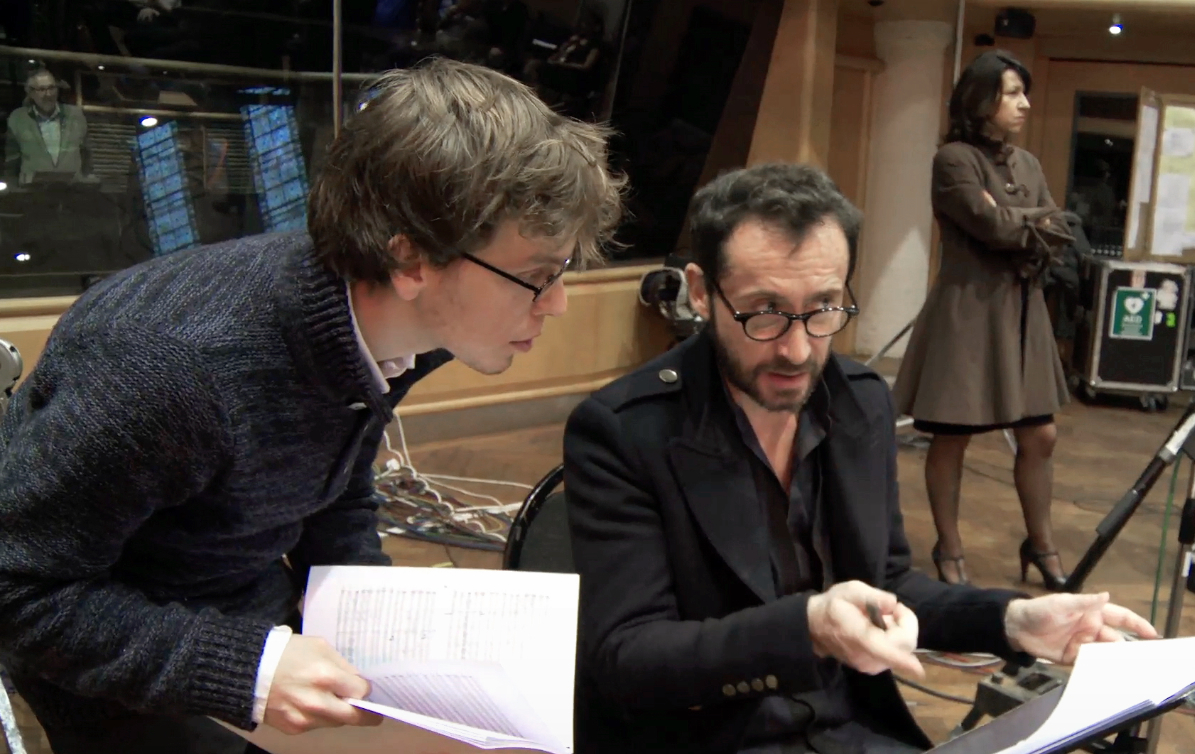
Franck Marchal en séance avec le London Symphony Orchestra (Air Studios en 2014)

- Paris Jazz Festival (1997, 23 captations, M6)
- Chano Pozo (2002, 1 captation, Arte)
- L'Homme sans tête (César du meilleur court métrage 2004)
- Monstres des Abysses (2005, La Géode Paris)
- Pat et Stanley : (363 épisodes, TF1)
- Le trésor de Pit et Mortimer (2006, TF1)
- Searex (2010, Imax relief)
- Un Rocher pour l'Éternité (2010, Exposition universelle de Shanghai)
- Kaeloo (2011, 52 épisodes Canal+)
- Tony et Alberto (2012, 104 épisodes M6)
- Kaeloo Saison 2 (2013, 52 épisodes Canal+)
- D-Day, Normandie 1944 (2014)
- L'Extraordinaire Voyage (2016, Parc du Futuroscope)
- Pfffirates (2022,  Tf1)

## Discographie partielle
- Soleils (1994) : Compositeur
- Festival Monte Cristo (1996) : Réalisateur
- A Fleur de Jazz (de 1997 à 2000) : Producteur
- Nikki (1998): Arrangeur
- Afro Cuban grooves (1998)
- Rick et les affranchis (live 2003) : Producteur
- Colors from Paris (2004) : Producteur
- Chano (2002) : Réalisateur
- Let's all chant (2003) : Producteur et arrangeur
- Pat et Stanley l'Album : (2004) : Compositeur
- Mister Dynamite (2008) : Producteur
- Searex (2010) : Compositeur
- D-Day, Normandie 1944  (2014) : Compositeur
- Remnant of War  (2020) : Compositeur
- Black Line  (2021) : Compositeur

## Publicités
(Composition et/ou Sound-Design)
- Mikado (La Photocopieuse) / Réalisateur : Neil Harris
- Special K / Réalisateur : Bruno Chiche
- PlayStation (Le Rat) / Réalisatrice : Isabelle Bonjean
- Charal (Le Guépard) / Réalisateur : Rémy Belvaux ; « Lion d'Argent » au Festival international de la publicité de Cannes 2005
- Crunch (La Répet) / Réalisateur : Bruno Aveillan
- Frisk / Réalisateur : Alexandre Coffre
- Orangina (La Discothèque) / Réalisateur : Rémy Belvaux
- Peugeot ;  Réalisateur / Pascal Chaumeil
- Nicomarket.com / Réalisateur : Olivier Legan
- Total (La Berceuse) / Réalisateur : Rémy Belvaux ; primé au Festival de la publicité de Méribel
- Liebig / Réalisateur : Bruno Chiche
- Maison du Café (L'Or) / Réalisatrice : Isabelle Bonjean
- Sveltesse / Réalisatrice : Lola Scherer
- Elnett (Claudia Schiffer) / Réalisateur : Bruno Aveillan
- Citroën C3 / Réalisateur : Rémy Belvaux
- Prince Dragon Flight / Réalisateur : Rémi Chapotot
- Perrier Secret Place / Réalisateur : Laurent King
- Nike Lebron James / Réalisateur : Pierre Cosmao Du Manoir

## Prix et distinctions

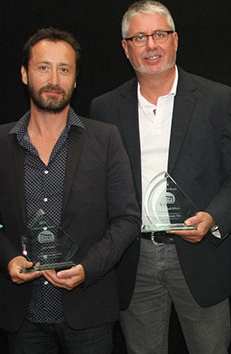
Franck Marchal aux Giant Screen Cinema Association Awards (2014)

- Cesar Award for Best Short Film 2004 pour l'Homme sans tête
- Silver 2005 au Cannes lions International Festival pour Charal
- Best Award au Méribel Advertising Festival pour Total
- Best 3D Film au Blue Ocean Film Festival 2012 pour Searex
- Best 3D Documentary aux International 3D Society-Europe Creative Awards 2012
- 3 Bronze 2013 au Cannes lions International Festival pour Perrier Secret Place
- Gold 2013 au Cannes lions International Festival pour Perrier Secret Place
- Bronze 2014 au Cannes lions International Festival pour Ford - On the road again"
- Bronze 2014 au Cannes lions International Festival pour Allianz
- Best Score pour DDay Normandy 1944 - GSCA Toronto 2014 [5]
- Best Sound-design pour DDay Normandy 1944 - GSCA Toronto 2014
- Best documentary pour DDay Normandy 1944 - 3D Society-Los Angeles Awards 2016
- Silver 2016 au Cannes lions International Festival pour Netflix (best radio campaign)
- Best sound au Blue Ocean Film Festival 2017
- Lumiere award Best feature documentary 2018 for Planet Power
- Advanced Imaging Society Best sound 2019 for Planet Power